# Hypatopa cladis
Hypatopa cladis  (лат.) — вид мелких молевидных бабочек рода Hypatopa из семейства сумрачные моли (Blastobasidae, Gelechioidea). Эндемик Коста-Рики (Центральная Америка). Длина передних крыльев 5,0—7,2 мм. Окраска передних и задних крыльев, ног, хоботка и скапуса усиков палево-коричневая, флагеллум усиков серовато-коричневый. Обладает сходством с видом Hypatopa nex, отличаясь от них деталями строения гениталий. Вид был впервые описан в 2013 году американским лепидоптерологом Дэвидом Адамски (David Adamski, Department of Entomology, Национальный музей естественной истории, Смитсоновский институт, Вашингтон). Название вида происходит от латинского слова cladis (англ. destruction).